# Joseph Leutgeb
Pour les articles homonymes, voir Leitgeb.
Joseph Leutgeb (ou Leitgeb) (né le 6 octobre 1732 à Neulerchenfeld – décédé le 27 février 1811 à Vienne) est un corniste virtuose autrichien, proche ami de Wolfgang Amadeus Mozart.

## Biographie
On sait peu de choses de ses premières années. Le compositeur Karl Ditters von Dittersdorf a affirmé que Leutgeb a joué à Vienne au début des années 1750 pour le prince Hildburghausen. Au début des années 1760, la renommée de Leutgeb a pris son essor. Selon Daniel Heartz, il « était le corniste soliste le plus en vue à Vienne et l'un des solistes (tout instrument confondu) les mieux appréciés ». Il a créé, pendant la période allant du 21 novembre 1761 au 28 janvier 1763, les concertos pour cor de Leopold Hofmann, Michael Haydn et Dittersdorf au Burgtheater.
D'après Heartz, à cette époque (1762), Joseph Haydn a écrit pour Leutgeb son Concerto en ré, Hob. VIId/3D. Les deux musiciens étaient probablement des amis, car le 3 juillet 1763, la femme de Haydn a été la marraine de la fille de Leutgeb, Maria Anna Apollonia. Michael Lorenz a récemment montré que la signature de Leutgeb se trouve sur la partition autographe du concerto pour cor de Haydn. En février 1763, Leutgeb a fait brièvement partie de l'orchestre de la Maison Esterházy, dirigé à l'époque par Haydn. Le contrat prévoyait un « salaire annuel élevé », mais Leutgeb est parti pour des raisons inconnues, après un mois seulement.
La même année, Leutgeb a déménagé à Salzbourg et a rejoint l'orchestre du prince-archevêque. Il est ainsi devenu un collègue de Leopold Mozart et (plus tard la même année) du maître de chapelle Michael Haydn. Il est également devenu l'ami de l'enfant prodigue de sept ans, le fils de Léopold, Wolfgang. Wolfgang a ensuite été employé par l'orchestre du prince-archevêque et est ainsi devenu le collègue de Leutgeb.
Comme Léopold et Wolfgang, Leutgeb a pris plusieurs fois des congés de son poste pour se produire dans d'autres villes, dont Paris, Vienne, Francfort et des villes d'Italie.
En 1777, Leutgeb s'est installé à Vienne et a acheté une petite maison à Altlerchenfeld, avec l'aide d'un prêt de Leopold. En 1782, Wolfgang, qui avait lui aussi emménagé à Vienne, écrivait à son père au sujet du prêt, qui n'était toujours pas remboursé: « Ayez un peu de patience avec le pauvre Leutgeb. Si vous connaissiez sa situation et que vous voyiez comment il doit se débrouiller, vous seriez désolé pour lui. Je vais prendre contact avec lui et je suis certain qu'il vous paiera, en plusieurs échéances ». Lors des séjours de Constance à Baden, en 1791, Mozart séjournait chez son ami Joseph Leutgeb.
Contrairement à une idée répandue, Leutgeb n'a jamais vendu de fromage. Son beau-père, l'italien Biagio Plazeriano († 1763), tenait un magasin de saucisses et du fromages à Altlerchenfeld, qui a été repris après sa mort par sa veuve Catharina.
Leutgeb a continué à travailler comme corniste à Vienne, et ne s'est arrêté de jouer qu'en 1792.
Joseph Leutgeb était marié en premières noces avec Barbara Plazeriano, puis s'est remarié en 1786 avec Franziska Huber.

## Les œuvres de Mozart composées pour Leutgeb
Leutgeb était probablement le corniste favori de Mozart, car un certain nombre d'œuvres du compositeur ont été écrites pour lui. Il s'agit notamment des quatre concertos pour cor K. 417, K. 447, K. 412/386b, K. 495 et probablement (d'après le New Grove), du Quintette avec cor K. 407/386c. Ces œuvres datent des années de présence de Mozart à Vienne après son déménagement en 1781. Les concertos restent aujourd'hui incontournables de la littérature du cor et sont fréquemment interprétés.
Ces œuvres ont été écrites pour le cor naturel, l'instrument à pistons n'ayant été inventé qu'après 1814 par Heinrich Stölzel. Leutgeb devait donc exercer un excellent contrôle de ses lèvres, et devait utiliser la technique dite de "la couverture" à la main pour jouer les notes chromatiques. Les compositions de Mozart révèlent la virtuosité de Leutgeb. On peut aussi voir la baisse progressive de ses moyens techniques : Mozart finit par supprimer les notes les plus graves et les plus aigües, que son ami ne pouvait plus jouer.
Mozart aimait plaisanter avec Leutgeb, comme le montrent les commentaires moqueurs qu'il a placés dans les pièces de cor écrites pour Leutgeb. Le K. 417 porte une dédicace humoristique de Mozart : « Wolfgang Amedé Mozart a eu pitié de cet âne, bœuf et bouffon de Leutgeb, à Vienne le 27 mai 1783 ». À un endroit, il indique dans la partie d'orchestre "Allegro" et dans la partie soliste "Adagio", peut-être pour se moquer de la tendance qu'ont les notes de cor à sortir en retard, modifiant le tempo. Les encres multicolores du K. 495 sont souvent considérées comme une sorte de plaisanterie, bien que le biographe de Mozart, Konrad Küstler prétende qu'elles ont comme but, de « faire des suggestions musicales aux interprètes ».